# 石橋尚也
石橋 尚也（いしばし なおや、1996年8月25日 - ）は、ジャパンラグビーリーグワン豊田自動織機シャトルズ愛知に所属するラグビー選手。

## プロフィール
- 大阪府大東市出身。
- ポジションはプロップ(PR)。
- 身長 175 cm、体重 105 kg
- 関西学生代表に選ばれたことがある[1]。

## 略歴
2015年、近大附属高校卒業後、近畿大学に入る。
2019年、近畿大学卒業後、日野レッドドルフィンズに加入。
2021年3月6日にジャパンラグビートップリーグ第3節神戸製鋼コベルコスティーラーズ戦に途中出場で公式戦初出場を果たす。同年7月、豊田自動織機シャトルズ(現・豊田自動織機シャトルズ愛知)に加入。